# Les Joies de la famille
Pour plus de détails, voir Fiche technique et Distribution.
Les Joies de la famille (Patrik 1,5) est un film suédois d'Ella Lemhagen sorti en 2008.

## Synopsis
Göran et son mari Sven s'installent dans leur maison. Ils font connaissance avec leurs nouveaux voisins et leur annoncent une bonne nouvelle : leur demande pour adopter un enfant a été validée. Bientôt, ils reçoivent un papier révélant le prénom de l'enfant, Patrik, et son âge, un an et demi. Mais c'est un adolescent de quinze ans au passé de délinquant qui sonne à leur porte.

## Fiche technique
- Scénario : Ella Lemhagen d'après la pièce de théâtre de Michael Druker
- Musique : Fredrik Emilson
- Photographie : Marek Septimus Wieser
- Production : Tomas Michaelsson et Lars Blomgren
- Société de distribution : Équation
- Langue : suédois
- Dates de sortie : 
  -  Canada : 6 septembre 2008 (Festival international du film de Toronto)
  -  Suède : 12 septembre 2008

## Distribution
- Gustaf Skarsgård : Göran Skoogh
- Torkel Petersson : Sven Skoogh
- Tom Ljungman : Patrik
- Annika Hallin : Eva
- Amanda Davin : Isabell

## Critiques
« Le vaudeville paternel (deux hommes et un skateboard) aurait pu se mêler de satire sociale.
Mais à l'écran, on ne voit qu'une espèce de soap opera gay et scandinave, qui accumule les malentendus entre les deux hommes afin de mieux les résoudre dans les étreintes et les larmes. »

— Thomas Sotinel, Le Monde, 6 octobre 2009

## Récompenses
- Festival Vues d'en face de Grenoble, prix du public

- Festival Paysages de cinéastes de Châtenay-Malabry, prix de la jeunesse

- Festival Mamers en mars, prix du public

- Festival de Toronto, sélection officielle